# サイコキラー
サイコキラー（英：Psycho killer）は、サイコパスなどのため猟奇殺人もしくは快楽殺人を繰り返す殺人犯のこと。また、理知的なやり方や独自の理由で殺人を行う犯罪者も指す。
ホラー映画などの影響で猟奇的な殺人事件が多発しているといわれることがあるが、2008年のアメリカでの実験では関連性がないことが証明されている。なお、ホラー映画やサスペンス映画、スプラッター映画などに出てくる殺人鬼もまたサイコキラーの分類に入る。

## 実在したサイコキラーとされる人物
- エド・ゲイン
  - 1957年11月16日に、アメリカのウィスコンシン州プレインフィールドで発生した猟奇殺人事件実行犯。
- テッド・バンディ
  - 1974年から1978年にかけて、全米で若い女性を次々と殺害した殺人鬼。残虐非道な殺し方をしていたが、逆に一部の者からカルト的な人気を持っていた。
- ジョン・ゲイシー
  - 1972年から1978年のあいだ、少年を含む33名を殺害した殺人鬼。ピエロの扮装をする事が多かった事から、「キラー・クラウン」とも呼ばれていた。
- ヘンリー・リー・ルーカス
  - 全米17州で300人以上を殺害していると言われる殺人鬼。トマス・ハリスの作品に登場する連続殺人者、ハンニバル・レクターのモデルの1人。
- 麻原彰晃
  - オウム真理教の創立者。幹部達とともに次々と坂本堤弁護士一家殺害事件や松本サリン事件、地下鉄サリン事件などの凶悪事件を起こしたカルト集団の指導者。
- フリッツ・ハールマン
  - ドイツ・ハノーファー出身の著名な連続殺人犯。
- エドモンド・ケンパー
  - 異常性欲と肉親への怒りが暴発したが、非常に高い知能を持っていた。
- リチャード・チェイス
  - 「サクラメントの吸血鬼」の異名を持つ殺人鬼。
- グレアム・ヤング
  - イギリスで毒を使った犯罪を極めた連続殺人犯。人を愛さなかったが唯一愛していたのは毒薬のみであった。
- ハーバート・マリン
  - 少年時代において家庭での問題は見当たらない環境で育ったが、親友の死をきっかけに情緒不安定となった。
- ジェフリー・ダーマー
  - 青少年を屍姦、死体切断、人肉食目的で17人を殺害した殺人犯。「ミルウォーキーの食人鬼」とよばれた。
- アルバート・フィッシュ
  - ニューヨーク州で多数の児童を暴行、殺害したあと、人肉食を行った殺人鬼。「満月の狂人」、「ブルックリンの吸血鬼」とよばれた。
- H・H・ホームズ
  - 「殺人の城」を建てた連続殺人犯であり、少なくとも9人を殺害した。シリアルキラーとして初めて記録された殺人鬼でもある。
- 大久保清
  - 女性8人を強姦目的で殺害した殺人犯。
- アンドレイ・チカチーロ
  - ロシアで女子供52人を誘拐、殺害、人肉食をおこなったウクライナ出身の殺人鬼。
- チャールズ・マンソン
  - 精神異常的なカルト集団の指導者であり、家族とともに殺人を繰り返した連続殺人犯。